# Denise Karbon
Denise Karbon (Brixen, 16. kolovoza 1980.) umirovljena je talijanska alpska skijašica. Vozila je samo utrke veleslaloma. U karijeri je imala 6 pobjeda i to sve u veleslalomu. Vlasnica je malog kristalnog globusa iz veleslaloma.

## Pobjede u Svjetskom skijaškom kupu
- 6 pobjeda
- ukupno 16 postolja

## Vanjske poveznice
- Osobna stranica
- Arhivirana inačica izvorne stranice od 20. veljače 2012. (Wayback Machine) Denise Karbon na stranicama Međunarodne skijaške federacije